# Uru-do-nordeste
O uru-do-nordeste (nome científico: Odontophorus capueira plumbleicollis) é uma rara subespécie de Uru-capoeira, endêmico do Nordeste do Brasil, mais especificamente, nos estados do Ceará, Paraíba, Pernambuco e Alagoas , mas com registro atual apenas no Ceará, Paraíba e Alagoas.

## Áreas de Ocorrência
Atualmente sua presença se limita a estas localidades, Baturité no Ceará,Reserva Biológica Guaribas na Paraíba e em Quebrangulo, em Alagoas.

## Habitats, Hábitos e Dieta
Ocorre em Floresta atlântica de baixada, incluindo matas secundárias, desde que em bom estado de conservação (Roda, 2008); ocupa o chão da floresta; alimenta-se de frutos; nidifica no solo .

## População
É seguro dizer que não ultrapassa 250 indivíduos maduros, e que mais de 90% deles estão concentrados em uma única subpopulação (Serra de Baturité).

## Ameaças
A caça pode ter sido a principal causa da extinção desse animal nas Serra da Aratanha e Serra de Maranguape, no Ceará, a perda de habitat, predação por cães domésticos e doenças de aves domésticas também podem ter contribuído para o declínio populacional nessas áreas em outras.

## Estado de Conservação
O ICMBio  categorizou a espécie como Criticamente em Perigo (CR) pelo critério C2a(ii).